# The Mints of Hell
The Mints of Hell è un film muto del 1919 diretto da Park Frame che si basa su Flat Gold di James B. Hendryx. Fu interpretato da William Desmond e Vivian Rich.

## Produzione
In base alla pubblicità, un'intera cittadina sarebbe stata costruita nelle vicinanze di Truckee, in California, sulle montagne della Sierra Nevada per potervi ambientare il film che venne prodotto dalla Jesse D. Hampton Productions.

## Distribuzione
Distribuito dall'Exhibitors Mutual Distributing Company e dalla Robertson-Cole Distributing Corporation, il film uscì nelle sale cinematografiche statunitensi il 5 maggio 1919.